# Aquädukt Obertal

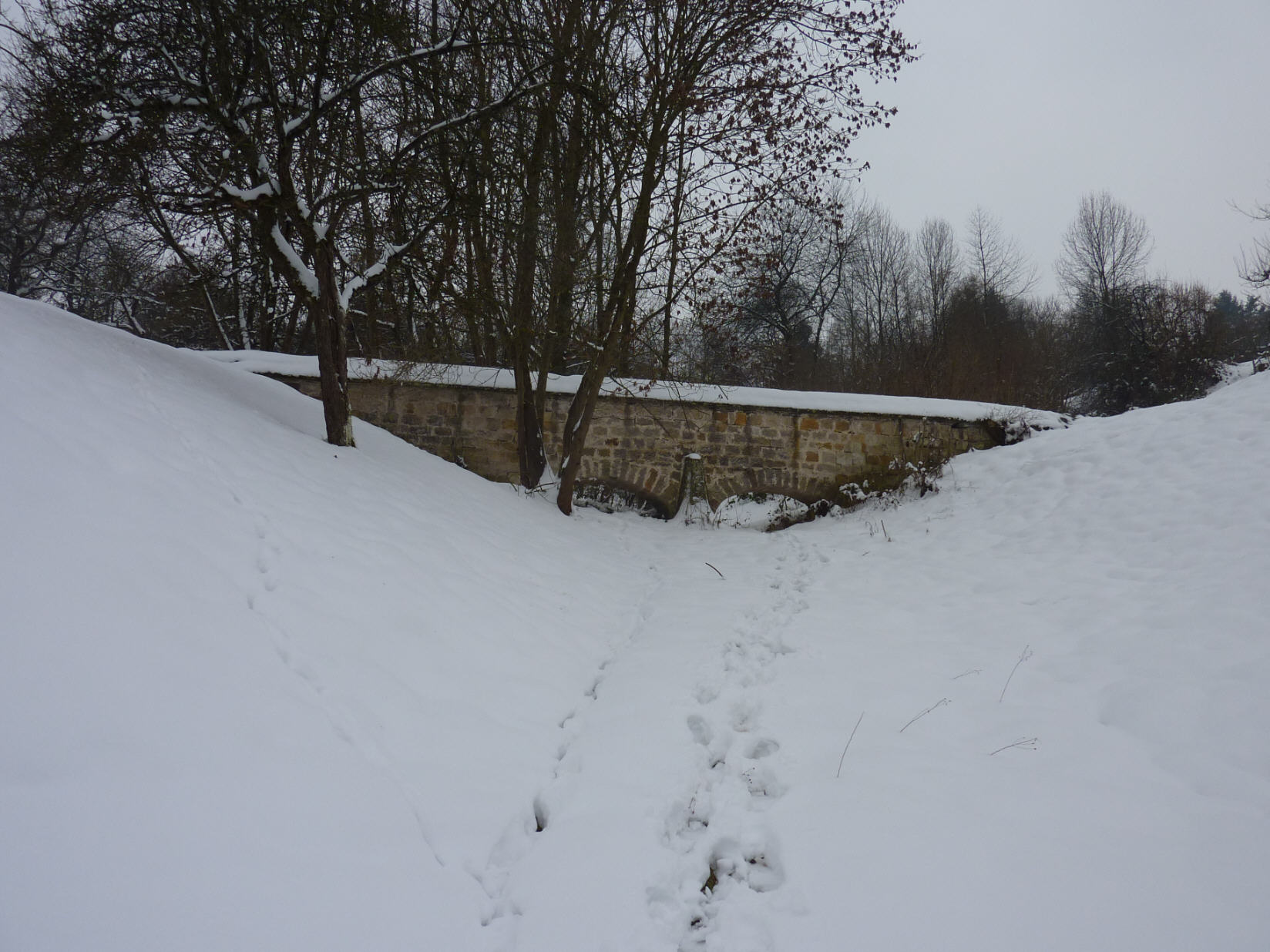
Aquädukt Obertal

Der Aquädukt in Obertal ist ein Überrest einer Wasserversorgungsanlage aus dem 18. Jahrhundert.

## Geschichte
Das Schlossgut Hohenkreuz existierte möglicherweise schon im Mittelalter; sicher belegt ist seine Existenz jedoch erst durch eine Erwähnung aus dem Jahr 1551. Es gehörte dem Bürger Clas Schweizer d. Ä., später Johann Böhm oder Behem, ab 1596 dem Bürgermeister David Buntz und ab 1722 den späteren Freiherren von Palm. Wahrscheinlich wurde das heute noch erhaltene Herrenhaus mit der Adresse Hohenkreuzweg 5 kurz nach der Besitzübernahme durch die Familie von Palm errichtet; eine Meierei – Hohenkreuzweg 1 – dürfte erst 1775 hinzugekommen sein, die Wasserversorgung jedoch wahrscheinlich schon früher.
Geplant wurde die Anlage von Tobias Mayer d. Ä. aus Marbach am Neckar. In einer Brunnenstube im Esslinger Stadtteil Obertal wurde Hangwasser gesammelt und dann zu einem Brunnen im Hof des Schlosses geführt. Die Leitungen bestanden zunächst aus Holzdeicheln, später aus Tonröhren. Zwei Geländeeinschnitte wurden durch Aquädukte überbrückt, von denen einer erhalten geblieben ist. Ebenso ist ein Plan der Brunnenleitung aus dem 18. Jahrhundert erhalten geblieben.

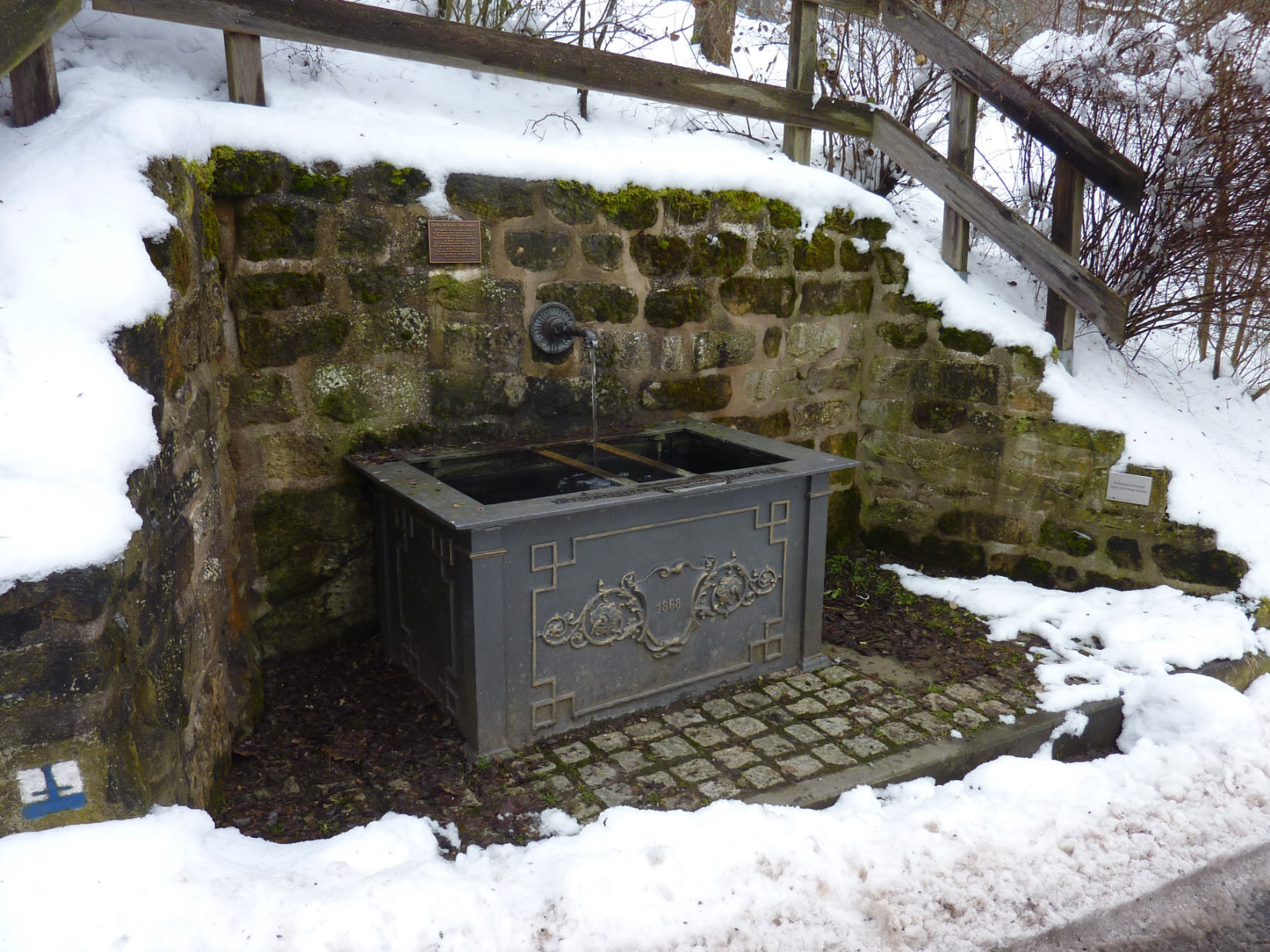
Gerechtigkeitsbrunnen

Der erhaltene Aquädukt ist ein schlichter Sandsteinbau, der einen Geländeeinschnitt namens „Kalte Klinge“ überbrückt und vom Kernenweg aus zu sehen ist. Er weist zwei Rundbogen auf. Die ehemalige Wasserleitung ist überdacht. Weil durch den Bau dieser Wasserversorgung dem Ortsteil Obertal das Wasser abgegraben wurde, ließen die Freiherren von Palm zum Ausgleich den Gerechtigkeitsbrunnen, auch Gerechtigkeitsbrünnele genannt, am Kernenweg erbauen. Die Brunnenanlage befindet sich in einer gemauerten Nische und besteht aus einem einfachen Brunnenrohr sowie einem rechteckigen Trog aus Gusseisen, der 1868 von der Eisengießerei G. Kuhn hergestellt wurde. Er weist ein klassizistisches Dekor auf.